# Ottmarsheim

Ottmarsheim este o comună în departamentul Haut-Rhin din estul Franței. În 2009 avea o populație de 1.921 de locuitori.

## Evoluția populației
| An        | 1793 | 1975  | 1982  | 1990  | 1999  | 2006  | 2009  | 2012  | 2013  | 2014  |
| --------- | ---- | ----- | ----- | ----- | ----- | ----- | ----- | ----- | ----- | ----- |
| Populație | 841  | 1.833 | 2.003 | 1.897 | 1.926 | 1.897 | 1.921 | 1.829 | 1.796 | 1.780 |

## Locuri și monumente

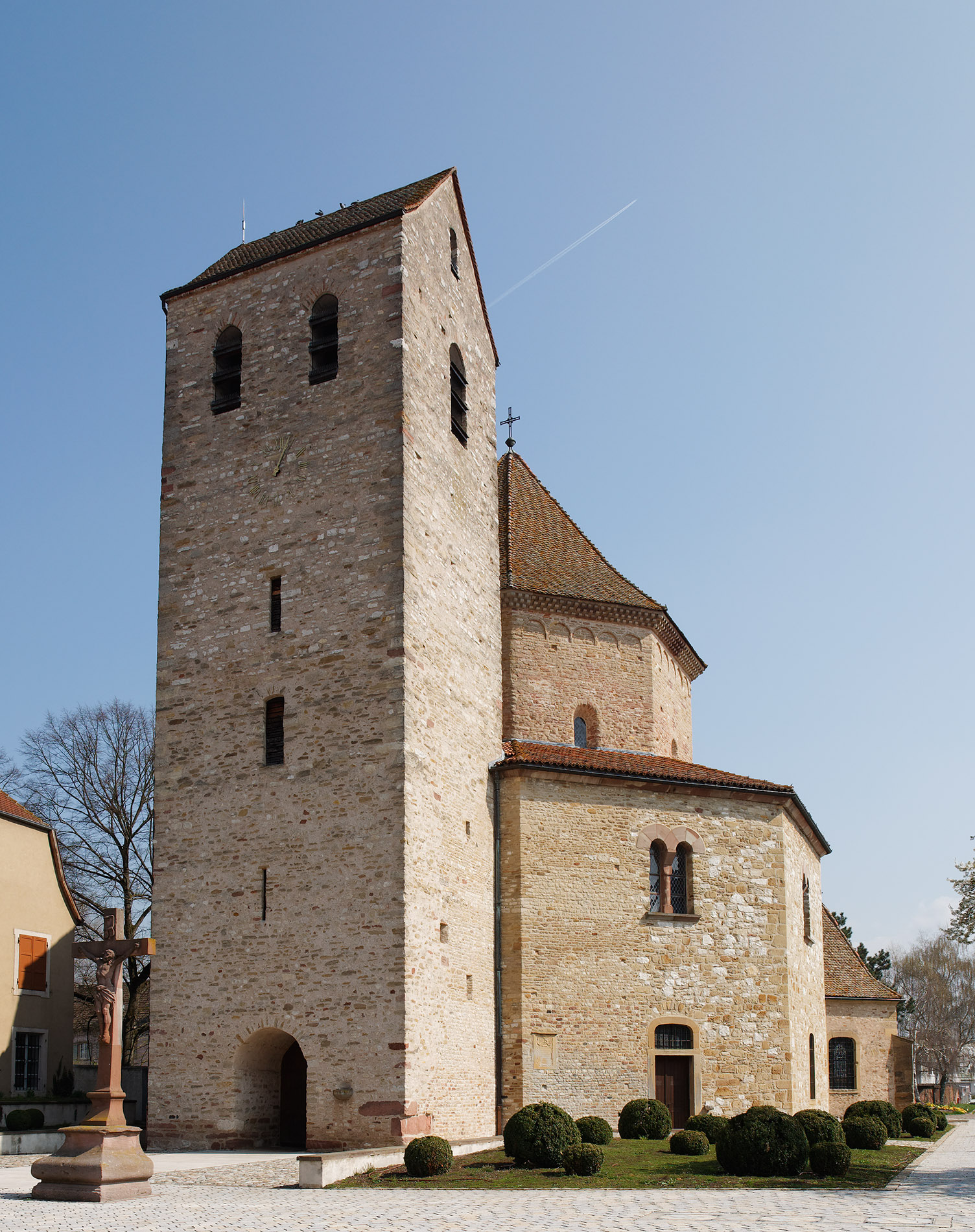
Vedere a clopotniţei abaţialei.

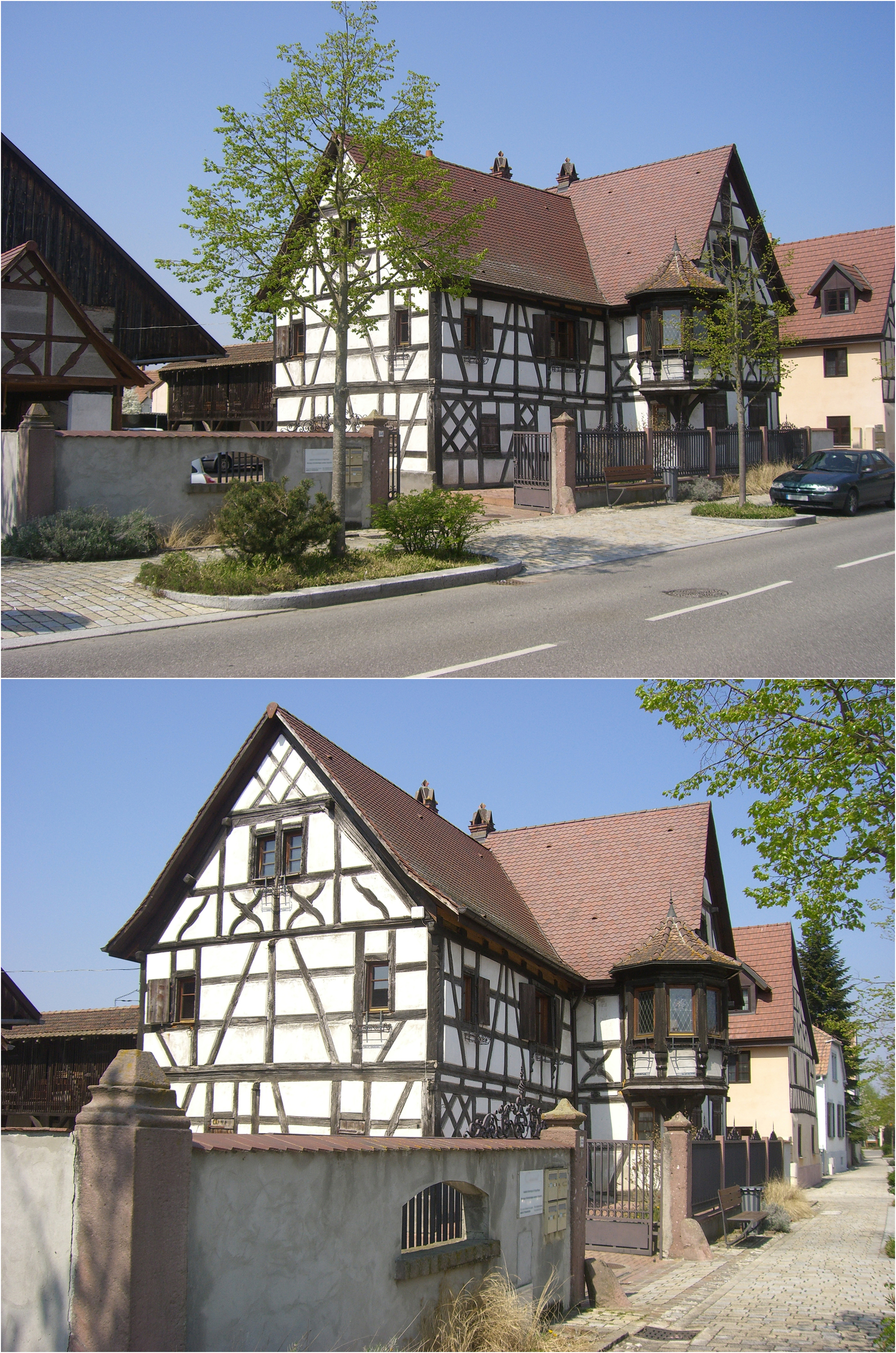
Casă alsaciană datând din 1680.

- Biserica Saint-Pierre-et-Saint-Paul, veche abațială romanică, singura biserică cu plan octogonal în Alsacia, care constituie o replică a catedralei carolingiene din Aachen, în Germania (vitralii de Elvire Jan). Biserica este clasată monument istoric.
- Casă alsaciană datând din 1680, înscrisă ca monument istoric.

Ottmarsheim este al treilea cel mai mare port fluvial al Franței.